# 多兹毛特
多兹毛特，是匈牙利沃什州所辖的一个村，总面积8.54平方公里，总人口232，人口密度27.2人/平方公里（2010年1月1日）。